# Foxtosognus rarus
Foxtosognus rarus is een eenoogkreeftjessoort uit de familie van de Arctokonstantinidae. De wetenschappelijke naam van de soort is voor het eerst geldig gepubliceerd in 2008 door Markhaseva.